# Limnephilus lakshaman
Limnephilus lakshaman là một loài Trichoptera trong họ Limnephilidae. Chúng phân bố ở miền Ấn Độ - Mã Lai.